# Iglesia de Nuestra Señora de la Purificación (Puente Genil)
La iglesia de Nuestra Señora del Purificación es un templo de culto católico del municipio español de Puente Genil, en la provincia de Córdoba (Andalucía). Se encuentra ubicada en pleno casco histórico.

## Historia
La parroquial de la Purificación se trata de la iglesia mayor y más antigua de la villa. Sus orígenes son del período medieval, a pesar de que su fisonomía se vio fuertemente transformada con posterioridad. Su aspecto actual se debe a las obras que se efectuaron en el siglo XIX.

## Características
El conjunto está formado por tres naves con planta de cruz latina. En el centro de la fachada principal aparece una sencilla portada que fue labrada en 1875 por los hermanos Torres, canteros de Estepa. Consta de un solo cuerpo con arco de medio punto entre pilastras toscanas, que sustentan entablamento recto, culminado por dos pirámides de bolas y óvalos que lleva el anagrama de María con Corona. Está rematada por una escultura en piedra del Sagrado Corazón de Jesús.
La torre-campanario, que fue rehecha a comienzos del siglo XIX, posee tres cuerpos. El primero, de piedra, a modo de zócalo; el segundo rodeado por un balcón  con barandilla; y el tercero, donde están las campanas, con pilastras de estilo jónico y cubierto con chapitel cuadrangular con azulejos.
En su interior destaca la capilla Dorada, donde radica la Archicofradía del Santísimo Sacramento y Sagrado Corazón de Jesús desde el año 1840, en que dejó de ser capilla privada de los Gálvez Alcaraz para convertirse en la del sagrario de la parroquia. La preside un retablo barroco, atribuido al círculo del antequerano Bernardo Simón de Pineda (siglo XVII), con sagrario de plata del malagueño José Navas-Parejo (1926), la imagen del Sagrado Corazón de Jesús del valenciano Damián Pastor y Micó (1890) en la hornacina central y un medio relieve de la Verónica en el ático.